# SIMP J013656.5+093347
SIMP J013656.5 +093347 là một sao lùn nâu trong chòm sao Song Ngư. Nó thuộc lớp phổ T2.5 và vị trí của nó thay đổi do chuyển động thích hợp hàng năm khoảng 1,24 arcsec với góc vị trí khoảng 90°.
Sao lùn nâu này cung cấp bằng chứng đầu tiên cho sự thay đổi thông lượng biến thiên định kỳ giữa các sao lùn T. Điều này đã được hiểu là một chữ ký của các kiểu thời tiết đến và đi trong khoảng thời gian xoay vòng 2,4 giờ của đối tượng. Hình dạng của lightcurve này phát triển theo thời gian của nhiều ngày, được hiểu là một dấu hiệu cho thấy sự tiến hóa của các mô hình đám mây trong bầu khí quyển của nó.
Vào năm 2017, có thông báo rằng khối lượng của vật thể có thể thấp bằng 12,7 khối sao Mộc và có thể được coi là một hành tinh bất hảo chứ không phải là một sao lùn nâu vì nó dường như là một thành viên của Carina tương đối trẻ, 200 triệu tuổi Gần nhóm di chuyển sao.
Vào năm 2018, các nhà thiên văn học đã lưu ý: "Phát hiện SIMP J01365663 + 0933473 bằng VLA thông qua phát xạ vô tuyến của nó, cũng có nghĩa là chúng ta có thể có một cách mới để phát hiện các ngoại hành tinh, bao gồm cả những kẻ lừa đảo khó nắm bắt không quay quanh ngôi sao mẹ... Đối tượng đặc biệt này rất thú vị bởi vì nghiên cứu các cơ chế động lực từ tính của nó có thể cho chúng ta hiểu biết mới về cách thức cùng loại cơ chế có thể hoạt động trong các hành tinh ngoài hệ mặt trời - các hành tinh ngoài Hệ Mặt trời của chúng ta... Chúng tôi nghĩ rằng các cơ chế này có thể hoạt động không chỉ ở các sao lùn nâu, mà còn ở cả các hành tinh khí khổng lồ và trên mặt đất. " 